# Egglestonichthys
 Egglestonichthys é um género de peixe da família Gobiidae e da ordem Perciformes.

## Espécies
- Egglestonichthys bombylios (Larson & Hoese, 1996)
- Egglestonichthys melanoptera (Visweswara Rao, 1971)
- Egglestonichthys patriciae (Miller & Wongrat, 1979)[3][4][5][6][7][8]